# Prays adspersella
Prays adspersella là một loài bướm đêm thuộc họ Yponomeutidae.

## Hình ảnh

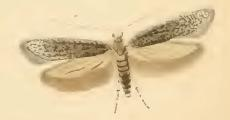
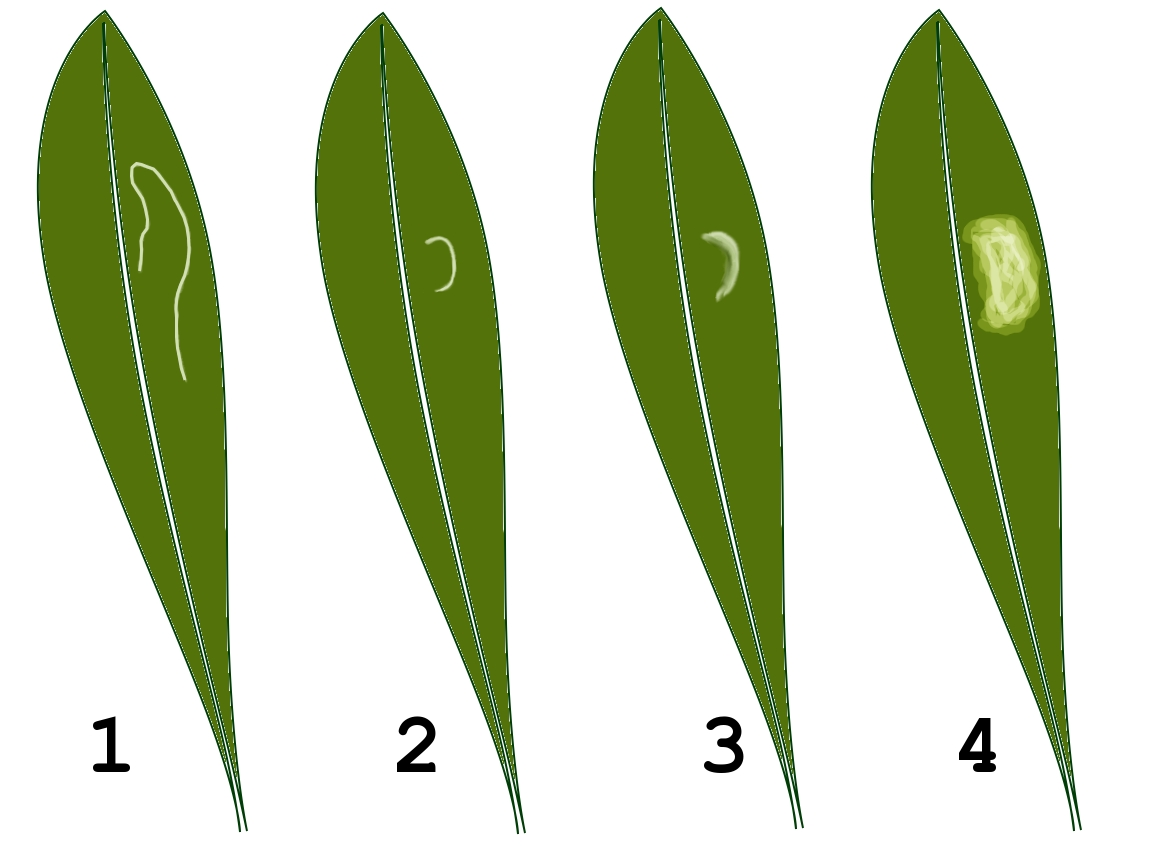
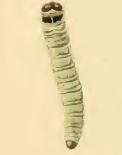
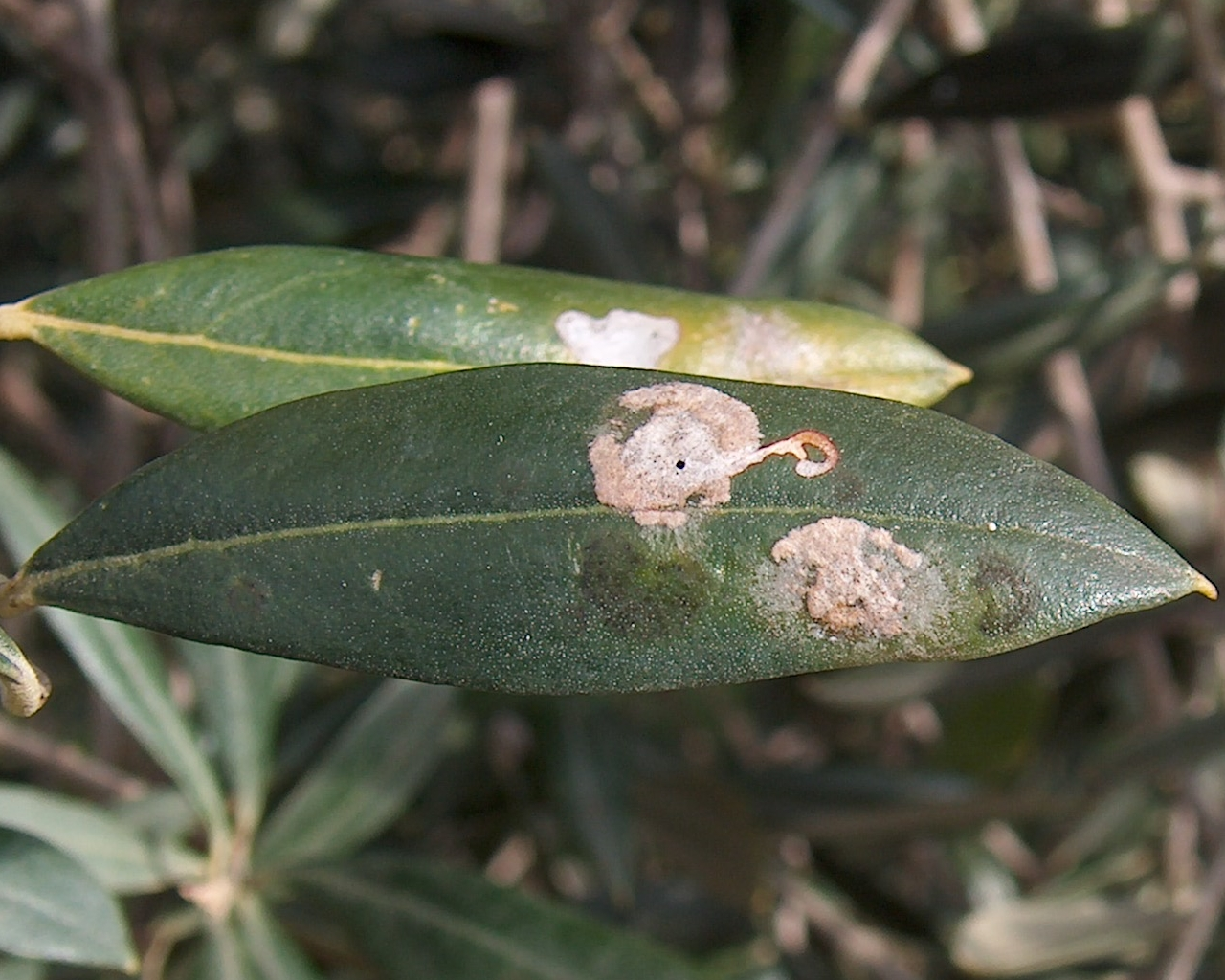